# Giuseppe Francesco Borri

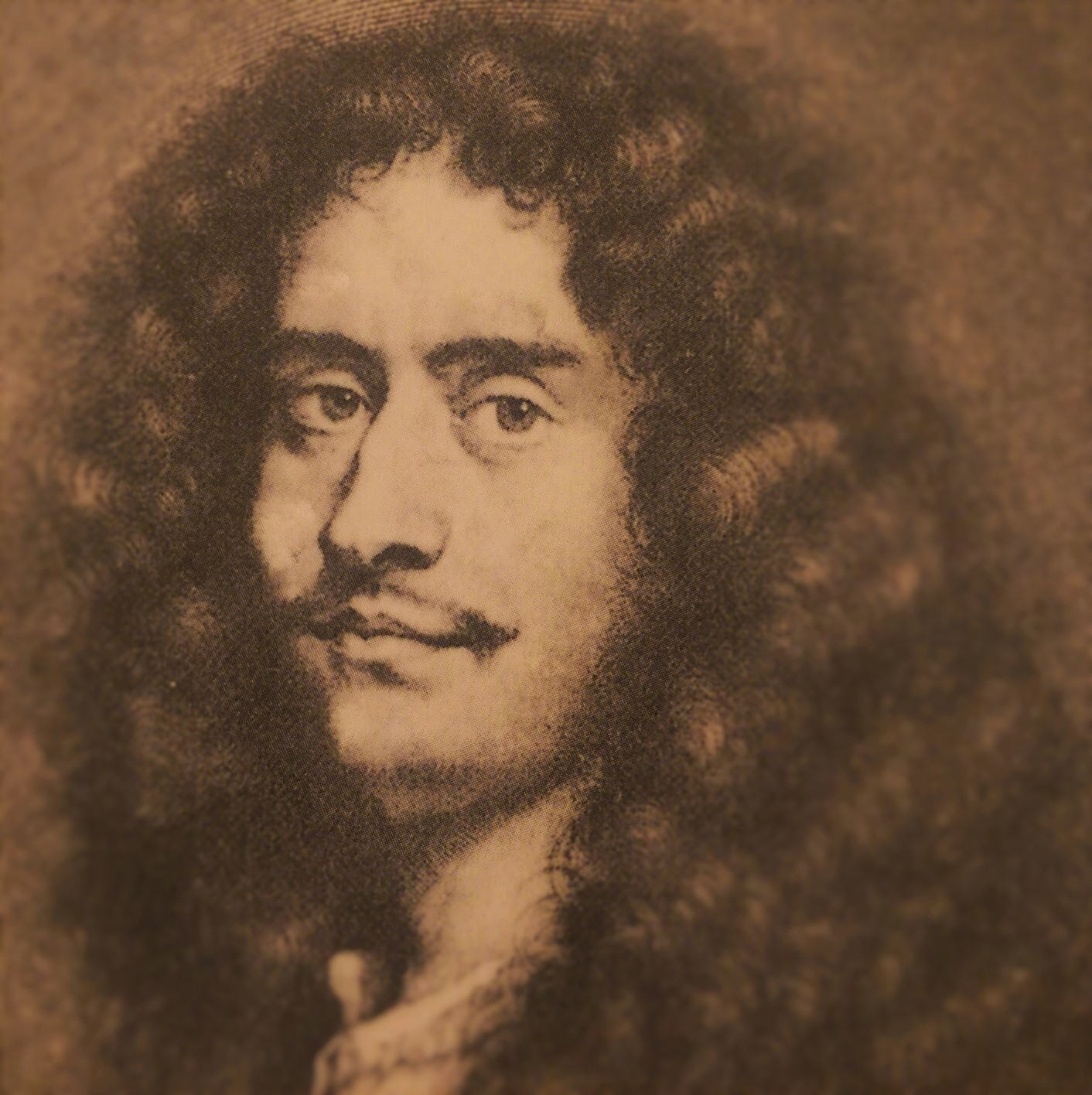
Giuseppe Francesco Borri

Giuseppe Francesco Borri (Milaan, 4 mei 1627 - Rome, 16 augustus 1695) was een Italiaanse edelman, geneesheer, oogarts, avonturier, alchemist en charlatan.

## Biografie
Zijn vader, Branda of Brando Borri, was een geneesheer in Milaan, stammend uit een onwaarschijnlijk oud geslacht, teruggaand naar de tijd van keizer Nero. In 1644 trok hij naar Rome, en kreeg een opleiding bij de jezuïeten aan het Collegio Romano waar Athanasius Kirchner les gaf. Rond 1650 werd hij van het seminarie gestuurd, toen hij een protestactie begon tegen de rector. Mogelijk is hij uit de Jezuïetenorde gezet wegens zijn belangstelling voor occulte zaken. In de Heilige stad hield hij consulten onder de pelgrims. In 1654 raakte de Inquisitie in hem geïnteresseerd. Paus Innocentius X zou hierbij een rol hebben gespeeld.

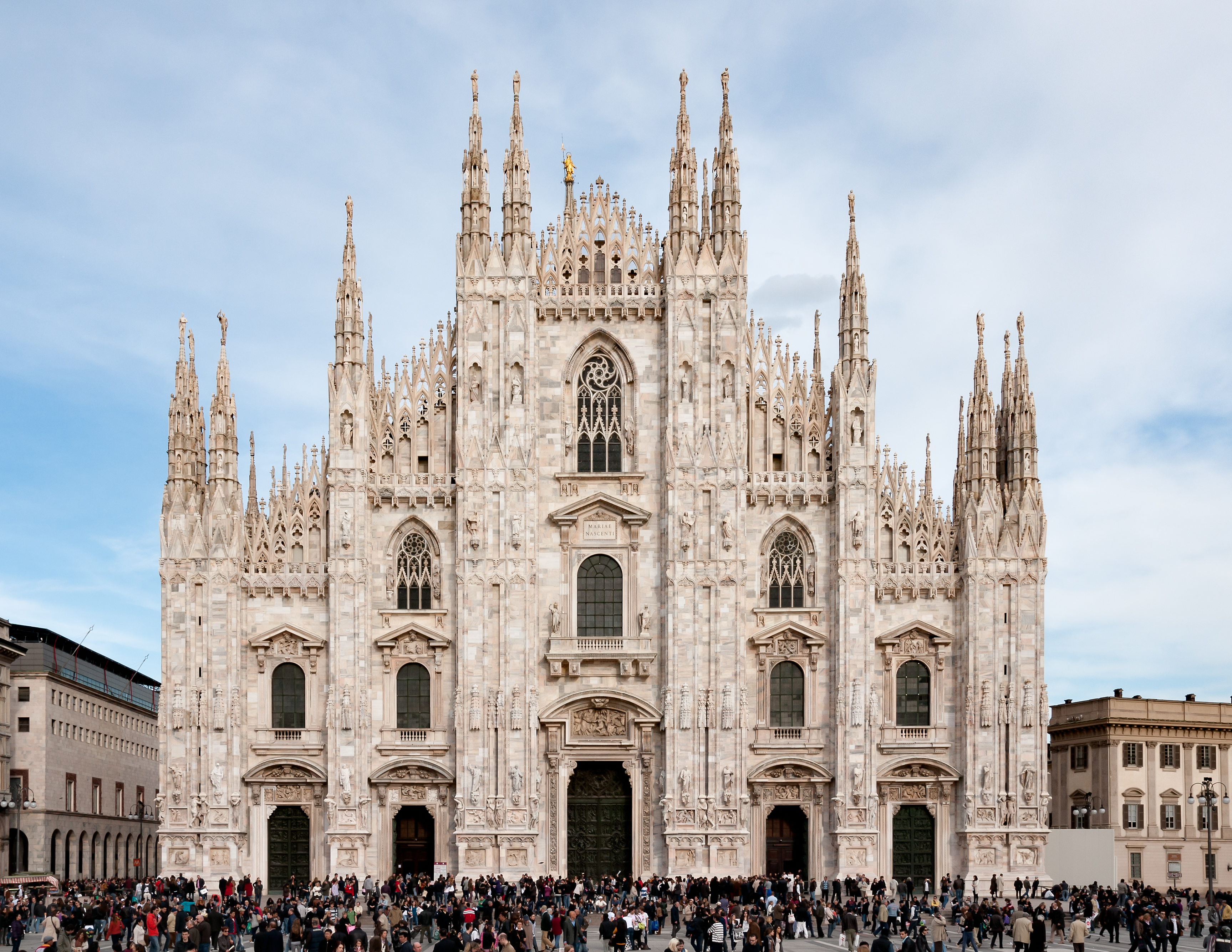
Dom van Milaan, vooraanzicht

In 1655 ontmoette hij Christina I van Zweden en de markies Massimo Palombara da Pietraforte (1614-1680), een van de meest bekende alchemisten uit de 17de eeuw. Om de twee weken kwam een groep astrologen, alchemisten, kabbalisten en andere occultisten in zijn paleis bijeen om de Steen der Wijzen te zoeken. Het idee achter deze speurtocht was zo gek nog niet: men zag kaarsen in rook opgaan en adem in vuur, dus waarom zouden minderwaardige metalen niet in goud kunnen overgaan? Borri vertelde de markies dat in zijn tuin de kruiden groeiden waarmee hij een brouwsel kon maken waarmee gewoon metaal kon worden getransformeerd tot goud. Borri sloot zich op, maar verdween op onverklaarbare wijze, een stapel aantekeningen achterlatend. Palombara begreep de spreuken niet en liet ze aanbrengen op de poort van zijn huis, zodat ze door elk gelezen en bestudeerd konden worden.
In Milaan werd hij opgenomen door een quiëtistische sekte, strevend naar ataraxia. Borri ontpopte zich al als een profetische leider op het plein voor de Dom van Milaan. Hij beschouwde zichzelf als heraut van een nieuw tijdperk en de maagd Maria als goddelijk. Toen het op 3 januari 1661 (of 2 januari 1662) tot een veroordeling kwam door de Inquisitie en de ketter Borri binnen 90 dagen zijn theorieën zou moeten herroepen, vluchtte hij naar Zwitserland. Op zijn goederen is beslag gelegd.

## Borri in Amsterdam
Via Engadin, Innsbruck en het protestantse Straatsburg trok hij naar Frankfurt, Dresden, Den Haag en Amsterdam waar hij eind december aankwam. Borri maakte bekend het universele medicijn te bezitten. Er werd gefluisterd dat hij goud zou kunnen maken en syfilis kon genezen. Iedereen kwam langs, van hoog tot laag, en van heinde en ver. Borri verdiende schatten met consulten, voerde een grote staat met een koets en zes lakeien en liet zich "Zijne Excellentie" noemen. Op 12 april 1661 werd hij als poorter ingeschreven. Joannes Antonides van der Goes schreef een gedicht op de tijger die Borri als huisdier bezat. Borri wekte met zijn methoden en populariteit achterdocht op en trok voor 17 december 1665 (1664?) in het holst van de nacht met een grote som geld en juwelen, omdat hij Gerard Demmer, een in 1652 gerepatrieerde Raad van Indië, vlak voor zijn dood had opgelicht. Volgens de Oprechte Haerlemse Courant was "'Den voorn. Borri langh van Persoon, spichtigh, bleeck van Tronie, doncker van gesicht, swart hair kort van krul, fijn of vrouwachtig van stem, spreeckt Italiaens, Latijn, Frans en Krom-duyts: gaet recht op zijn Lyf.’"

## Borri in Kopenhagen
Anderen veronderstellen dat hij vertrok op uitnodiging van de medisch-scheikundige Ole Borch, die hij in Amsterdam had leren kennen en de leermeester van Niels Stensen. In Kopenhagen trof hij Thomas Bartholin, een specialist op het gebied van de lymfevatenstelsel. Hij kreeg onderdak bij de bibliofiel Frederik III van Denemarken, eveneens geïnteresseerd in de steen der wijzen. Borri maakte hernieuwd kennis met de voormalige koningin van Zweden, die zich tussen mei 1666 en mei 1667 in Hamburg ophield. Waarschijnlijker is dat hij haar ontmoette toen zij op doorreis was naar Göteborg, maar toegang tot die stad werd geweigerd.

## Laatste jaren

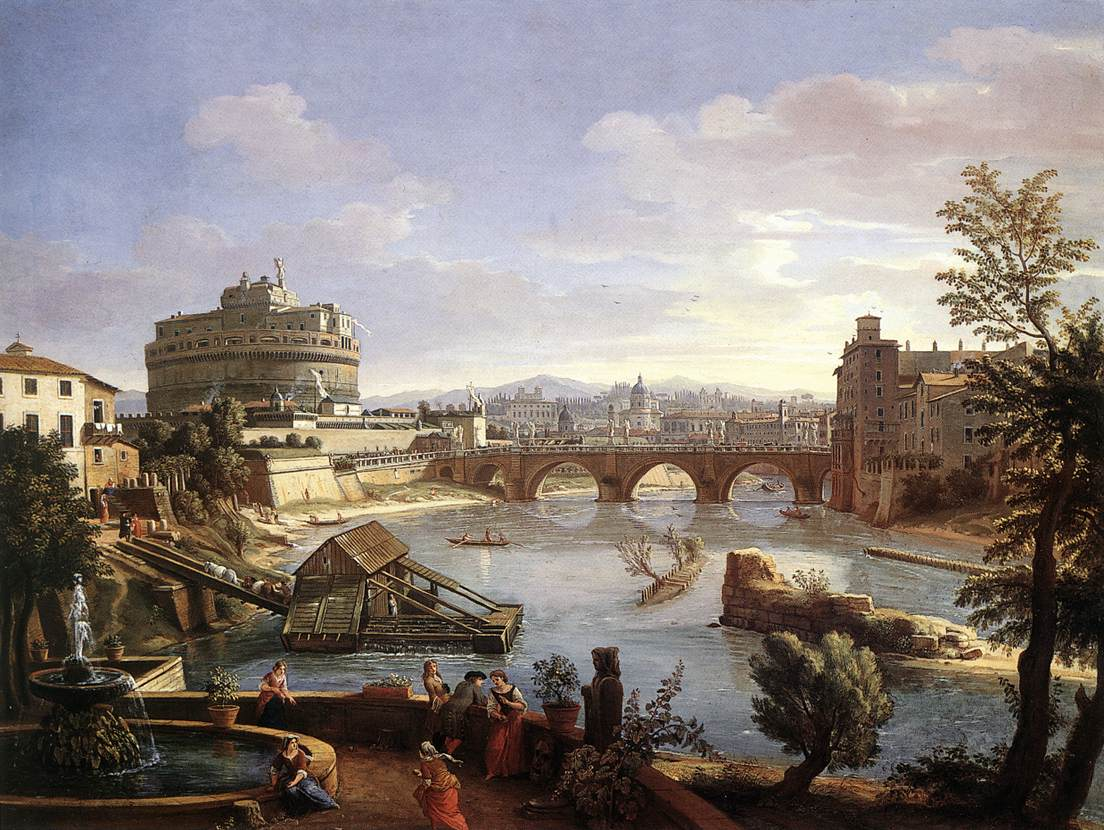
Engelenburcht door Caspar van Wittel

In 1670 wilde Borri, net als Coenraad van Beuningen, emigreren naar het Osmaanse Rijk, maar is onderweg, in Moravië (of Goldingen) op 4 mei gearresteerd. Hij werd opgezonden naar keizer Leopold I in Wenen, die bezoek had van een pauselijke nuntius en onmiddellijk om uitlevering vroeg. Borri werd opgesloten in de Engelenburcht en ondervraagd. Knielend in de Santa Maria sopra Minerva moest Borri zijn theorieën herroepen (oktober 1672). In 1678 kreeg Borri kreeg toestemming van paus Innocentius XI nadat hij de Franse kardinaal en diplomaat César d'Estrée had genezen een laboratorium in te richten. Hij kon doorgaan met zijn werk en onder begeleiding zijn adellijke clientèle bezoeken, zoals Christina van Zweden die al sinds 1668 in Rome woonachtig was.
In 1695 kreeg Borri koorts en schreef zichzelf kinine voor, maar het bestelde geneesmiddel arriveerde te laat.

## Werken
- Sententie en Executie, gewezen en gedaen over sijne excellentie Francisco Joseph Borri, door de heilige Inquisitie tot Romen. Waer in klaerlijck en oprechtelijck getoont wort 1. Sijn opkomst en geboorte. 2. Sijn leven en bedrijf. 3. Zijn leere. 4. De executie over sijn beeldt./ Alles uyt de originele Italiaensche tael getrouwelijck vertaelt. Den Haag 1669.
- t Leeven en bedrijf van de hoofdketter en bedrieger Francisco Joseph Borri. Amsterdam 1672.
- La chiave del gabinetto (1681). Onjuist schijnt de veronderstelling dat het boek door de Amsterdamse drukker Elzevier werd uitgegeven met een fictief adres in Keulen.